# Elena Bibescu
Elena Bibescu, född 1855, död 18 oktober 1902, var en rumänsk pianist.